# Pohořelice (ort i Tjeckien, Södra Mähren)
Pohořelice är en stad i Tjeckien.   Den ligger i regionen Södra Mähren, i den sydöstra delen av landet, 200 km sydost om huvudstaden Prag. Pohořelice ligger 183 meter över havet och antalet invånare är 4 409.
Terrängen runt Pohořelice är platt.Runt Pohořelice är det ganska tätbefolkat, med 78 invånare per kvadratkilometer. Närmaste större samhälle är Ivančice, 17,1 km nordväst om Pohořelice. Trakten runt Pohořelice består till största delen av jordbruksmark.